# Ægir Steinarsson
Ægir Steinarsson, né le 10 mai 1991, à Reykjavík, en Islande, est un joueur islandais de basket-ball. Il évolue au poste de meneur.